# Olivier Girault
Olivier Girault (Pointe-à-Pitre, 7 de março de 1977) é um ex-handebolista profissional francês, campeão olímpico.